# 22-Pistepirkko
22-Pistepirkko est un groupe de rock finlandais. 

## Biographie
Le trio, dont le nom désigne une coccinelle à 22 taches (Psyllobora vigintiduopunctata) et se prononce Kakskytkaks Pistepirkko en finnois, se forme en 1980 à Utajärvi, dans le nord-ouest de la Finlande. Il est composé de Asko Keränen à la basse et aux claviers, Hannu Keränen (P.K.) à la guitare et au chant, et Esa (Espe) Haverinen à la batterie et au chant. En 1982, ils remportent un tremplin ouvert aux artistes finlandais non signés, l'année suivante 22-Pistepirkko sort un premier EP 6-titres. Les chansons de leur premier album, Piano, Rumpu ja Kukka (Un Piano, une batterie et une fleur), sont chantées en finnois. Le groupe est installé dans la capitale Helsinki depuis 1985. The Kings of Hong Kong, sorti en 1987, marque le début de leur collaboration avec le producteur Riku Mattila. À la fin des années 1980, le groupe décide de chanter en anglais et commence à tourner en dehors des pays nordiques.
Big Lupu est distribué en Europe continentale par le label Polygram et ses filiales. En 1995, les ventes du disque approchent les 20 000 exemplaires en Finlande. Rumble City, LaLa Land, édité par Spirit/Polygram, atteint le Top 5 des ventes d'album finlandaises et le single (Just a) Little Bit More se classe dans le Top 10. En février 1995, 22-Pistepirkko est nommé groupe de l'année lors de la cérémonie des Emma Awards finlandais.
En 1996, la compilation Zipcode est éditée pour marquer le 15e anniversaire du groupe. Sur ce disque les chansons de 22-P sont remixées, notamment par Peter Zaremba des Fleshtones, Martin Rev de Suicide et Jimi Tenor.
Pendant leur tournée européenne 2001, le réalisateur Andreas Haaning Christiansen les accompagne afin de tourner un documentaire, Sleep Good, Rock Well, sorti en DVD en novembre 2005 sur Bone Voyage Recording Company, label fondé par le groupe.
En juin 2015, durant l'enregistrement de leur quinzième album, le groupe prend une pause de 4 ans et retourne sur scène en 2020.

## Style musical
Leurs premiers albums étaient influencés par le garage rock le blues, ainsi que le Velvet Underground. Le groupe a depuis intégré d'autres influences musicales : folk, pop, et électro,.

## Discographie

### Albums studio
- Piano, Rumpu ja Kukka (1984)
- The Kings of Hong Kong (1987)
- Bare Bone Nest (1989)
- Big Lupu (1992)
- Rumble City, LaLa Land (1994)
- Eleven (1998)
- Downhill City (1999)
- Rally of Love (2001)
- Drops & Kicks (2005)
- (Well You Know) Stuff Is Like We Yeah ! (2008)
- Lime Green DeLorean (2011)
- Kind Hearts Have a Run Run (2022)

### Remixes
- Zipcode - 15th Anniversary Remix & Remake Compilation Album (1996)

### Compilations
- The Nature of 22-Pistepirkko: 1985-2002 (2002)

### Sous le nom The Others aka 22PP
- Monochromeset (2006)